# Yvette Nicole Brown
Yvette Nicole Brown (East Cleveland, 12 de Agosto de 1971) é uma atriz e comediante americana. É conhecida por ter interpretado a personagem recorrente Helen Dubois na série Drake & Josh da Nickelodeon e Shirley Bennett na série Community.

## Filmografia

### Televisão
| Ano       | Título                        | Papel           | Notas                       |
| --------- | ----------------------------- | --------------- | --------------------------- |
| 2004-2007 | Drake & Josh                  | Helen Dubois    | Elenco Recorrente           |
| 2006      | The Office                    | Vendedora       | 1 Episódio                  |
| 2009-2015 | Community                     | Shirley Bennett | Elenco Principal            |
| 2011      | Victorius                     | Helen Dubois    | Episódio "Helen Back Again" |
| 2019      | RuPaul's Drag Race: All Stars | Ela Mesma       | Jurada Convidada            |

### Cinema
| Ano  | Título                         | Papel                 | Notas |
| ---- | ------------------------------ | --------------------- | ----- |
| 2004 | Little Black Book              | Kita                  |       |
| 2005 | The Island                     | Nurse Esther          |       |
| 2005 | The Kid & I                    | Bunny                 |       |
| 2006 | Dreamgirls                     | Flo                   |       |
| 2008 | Meet Dave                      | Betty Turner          |       |
| 2008 | Tropic Thunder                 | Vivica                |       |
| 2009 | Hotel for Dogs                 | Sra. Camwell          |       |
| 2009 | 500 Days of Summer             | Doris                 |       |
| 2009 | The Ugly Truth                 | Dori Coleman          |       |
| 2010 | Repo Men                       | Rhodesia              |       |
| 2013 | Percy Jackson: Sea of Monsters | Irmã Greia #3- Pamela |       |
| 2014 | Yellowbird                     | Ladybug               | Voz   |
| 2017 | Smartass                       | Policial Neesy        |       |
| 2019 | Avengers: Endgame              | Phyllis Jenkins       |       |
| 2019 | Always a Bridesmaid            | Pastora Althea Brody  |       |
| 2019 | Lady and the Tramp             | Tia Sarah             |       |